# Boris Abramovič Berezovskij
Boris Abramovič Berezovskij, noto anche come Platon Elenin (in russo Бори́с Абра́мович Березо́вский?; Mosca, 23 gennaio 1946 – Sunninghill, 23 marzo 2013), è stato un imprenditore, politico e matematico russo, oligarca, uomo d'affari e membro dell'Accademia russa delle scienze (RAS). Berezovskij ha fatto fortuna in Russia negli anni '90, quando il Paese ha privatizzato le proprietà statali. Sotto il suo controllo finì anche il principale canale televisivo del Paese, Pervyj kanal ("Canale primo").
Unità, il partito politico finanziato da Berezovskij, ha costituito la prima base parlamentare di Vladimir Putin, poi eletto, nel corso delle elezioni legislative russe del 1999, alla Duma nella stessa lista di Putin. Tuttavia, in seguito alle elezioni presidenziali russe nel marzo 2000, Berezovskij si è opposto a Putin, dimettendosi dalla Duma. Da quel momento divenne, per il resto della sua vita, un forte oppositore dell'attuale Presidente russo . Nel 2003 richiese asilo politico al Regno Unito. il 23 marzo 2013 Berezovskij venne poi trovato morto in casa sua, a Titness Park, nella città di Sunninghill, nei pressi di Ascot nel Berkshire. Il medico legale non riuscì a fornire conclusioni certe, per cui ha mantenuto aperto il caso.

## Biografia

### Primi anni
Berezovskij nacque a Mosca nel 1946, da Abram Markovič Berezovskij (1911-1979), un ingegnere civile, e da Anna Aleksandrovna Gelman (22 novembre 1923 - 3 settembre 2013), entrambi di origine ebraica. Studiò matematica applicata e nel 1983 ricevette il dottorato. Dopo la laurea nell'università di ingegneria di Mosca nel 1968, ha lavorato come ingegnere, dal 1969 fino al 1987. Ha condotto ricerche sulla ottimizzazione e sulla teoria del controllo tra il 1975 e il 1989. È stato membro dell'Accademia russa delle scienze.

### Carriera politica
Nel 1990, Berezovskij inizia la sua ascesa come imprenditore, in un momento in cui il paese stava vivendo una rapida privatizzazione dei beni statali. Ne ha approfittato per ottenere il controllo su diverse attività, tra cui il principale canale televisivo del Paese, Pervyj kanal. Nel 1997, la rivista Forbes ha stimato la sua ricchezza a 3 miliardi di dollari. Inoltre è stato vice segretario del consiglio di sicurezza della Russia ed amico della figlia di Boris El'cin, primo presidente della Federazione russa. Il 29 aprile 1997 Berezovskij è stato promosso al grado di Consigliere di Stato effettivo della Federazione Russa di 1ª classe — il più alto grado civile nella Federazione Russa.
Berezovskij è noto, sia per essere stato uno dei primi miliardari del periodo post-sovietico, che per essere stato accusato dal giornalista Paul Klebnikov (assassinato a Mosca nel 2004), in un articolo sulla rivista Forbes e, successivamente, nel libro Godfather of the Kremlin (Il padrino del Cremlino), di essere un boss della mafia russa. Le prime accuse, tuttavia, gli vennero fatte già nel 1999 durante il governo Primakov.
Berezovskij ha inoltre aiutato Unity, il partito politico di Boris El'cin, partito che ha sostenuto nel 2000 Vladimir Putin nelle elezioni della Duma di Stato. A seguito delle elezioni presidenziali russe del marzo 2000, tuttavia, Berezovskij si contrappose a Putin, si dimise dalla Duma e rimase, per il resto della sua vita, un suo fervente oppositore. Alla fine del 2000, dopo che il viceprocuratore generale russo gli chiese di presentarsi per un interrogatorio, si trasferì in Gran Bretagna, paese che gli concesse nel 2003 asilo politico.
Il governo di Mosca, successivamente, lo condannò per reati di frode e appropriazione indebita impossessandosi, sia del suo patrimonio televisivo che delle sue aziende presenti sul suolo russo. La Russia ha provato più volte di ottenere la sua estradizione, ma senza successo: questo divenne inoltre motivo di tensione diplomatica tra i due paesi, in quanto Mosca lo considerava il principale finanziatore delle opposizioni politiche a Putin in esilio nel Regno Unito.

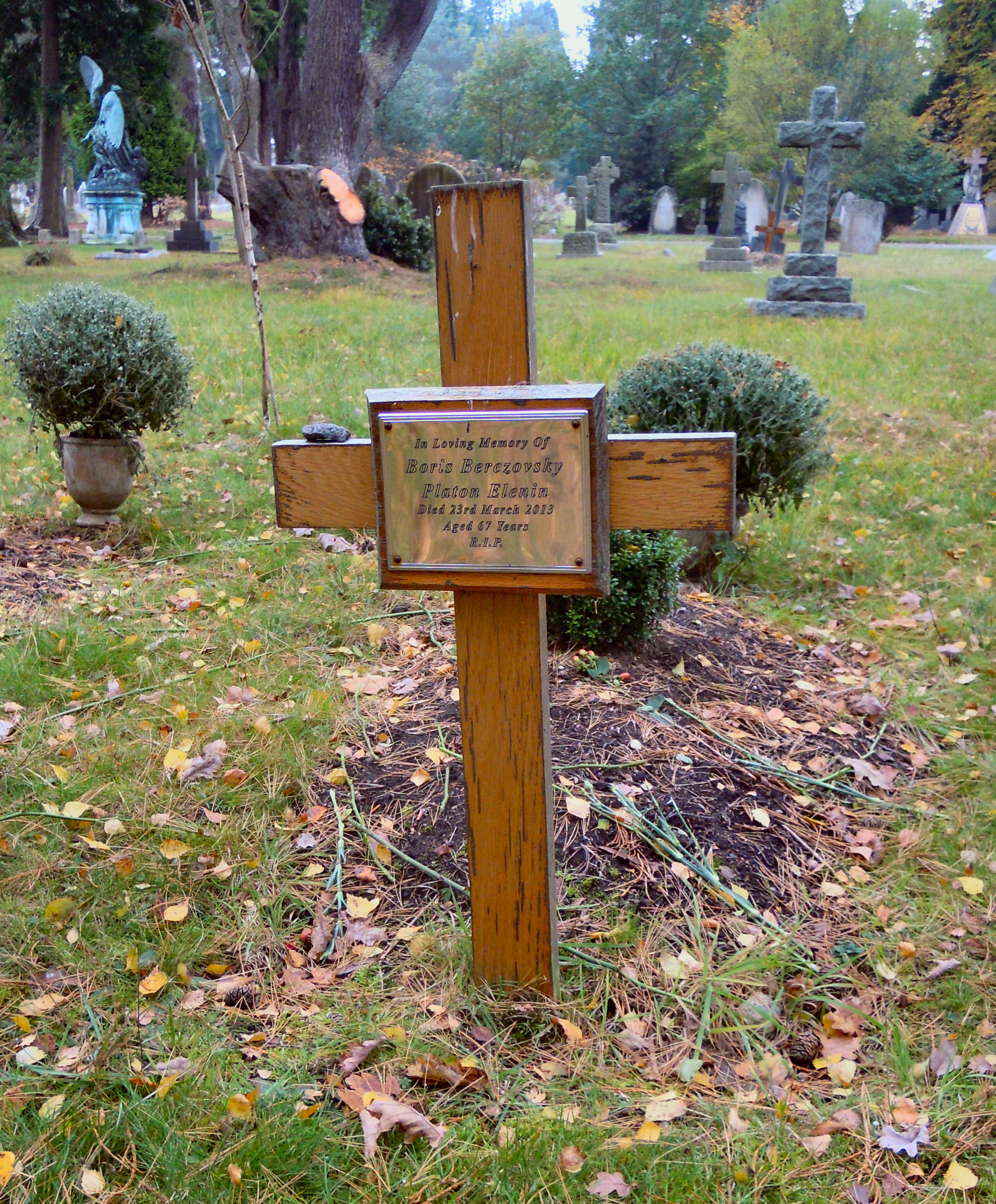
La tomba di Boris Berezovskij nel cimitero di Brookwood nel 2016.

### Decesso
A Londra era fuggito anche l'ex agente segreto Aleksandr Litvinenko rivelando come i suoi capi gli avessero ordinato di assassinare proprio quel Boris Berezovskij che ora lo proteggeva. (...) La vecchia volpe era attentissimo, ma a un certo punto decise di fare causa al suo ex protetto Roman Abramovič, sostenendo che gli doveva una grossa somma di denaro. Anziché mantenere un «basso profilo», finì su tutte le prime pagine e, forse, questo lo rese nuovamente un bersaglio".
Il processo per danni contro il suo ex-socio d'affari Abramovič, perso l'anno prima, "gli era costato 100 milioni di sterline. La sua nuova compagna, madre dei suoi due figli più piccoli e sempre al suo fianco durante le udienze, lo lasciò all'indomani del verdetto, ottenendo dal tribunale il congelamento di altri 200 milioni, al fine di avere la garanzia di ricevere l'assegno di mantenimento. Così Berezovskij, mise all'asta tutte le sue proprietà, visse nella magione di Ascot, grazie alla concessione dell'ex-consorte Galina.
Qui, nei pressi di Londra, il 23 marzo 2013, è stato trovato morto all'età di 67 anni.. Venne sepolto nel cimitero di Brookwood.